# Navajská oblast
Navajská oblast (anglicky Navajo section) je největší z šesti oblastí Koloradské plošiny. Rozkládá se na severovýchodě Arizony a severozápadě Nového Mexika, ve Spojených státech amerických. Oblast tvoří široké zvlněné roviny, mělká říční údolí (po většinu roku bez vody), pískovcové tabulové plošiny, zerodované skalní útvary a kuesty. Oblast je suchá, má pouštní charakter. Navajská oblast je pojmenovaná podle indiánské národa Navahů. Indiánská rezervace se rozkládá přibližně na polovině území oblasti.

## Geografie
Navajská oblast leží v nadmořské výšce 1 400 až 3 000 metrů.
Navajskou oblastí protéká jediná řeka San Juan River.

### Členění
- Black Mesa Basin
- Defiance Plateau
- San Juan Basin

Pánev Black Mesa Basin leží na západě oblasti. Jedná se o mělkou sníženinu. Na většině území pánve se rozkládá písčito-kamenitá poušť Painted Desert. Defiance Plateau leží v centrální části. Plošina má rozměry 150 krát 50 kilometrů. Na východě pak leží rozsáhlá strukturální pánev San Juan Basin. Jedním z nejznámějších útvarů v pánvi je skalní suk Shiprock. Na severu oblasti, na hranicích s Utahem se rozkládá známé Monument Valley s řadou pískovcových skalních útvarů, tzv. svědeckými horami.